# Marta Puig
Marta Puig (Olot, 1943) es una actriz española. Se dedica especialmente al teatro, parcela en la que ha cultivado, sobre todo, el género de la comedia. 
Ha intervenido en los montajes de El baño de las ninfas (1966),Vidas privadas (1970), Aurelia o la libertad de soñar (1971), Julieta tiene un desliz (1972), Los habitantes de la casa deshabitada (1980), Sálvese quien pueda (1983), El caso de la mujer asesinadita (1984), Cuando yo era niña... (1988), Palomas intrépidas (1990), Melocotón en almíbar (1992), Las hermanas Rosensweig (1993), Descalzos por el parque (1999), Los claveles (2002), Vamos a contar mentiras (2005) y Leonor de Aquitania (2006).
También ha conseguido triunfos notables en series de televisión como Hostal Royal Manzanares (1996-1998), Academia de baile Gloria (2001), La verdad de Laura (2002) Escenas de matrimonio (2008) y Yo también te quiero (2011). 
Está casada con el actor Jaime Blanch.

## Premios
En el año 2016 se le concedió el Premio Santiago Rusiñol